# Metalogicon
Le Metalogicon est un traité de Jean de Salisbury, écrit en 1159, consacré à l'éducation et particulièrement au trivium. S'appuyant sur l'Organon et intégrant ainsi l'apport de la redécouverte d'Aristote, le Metalogicon fait la promotion du trivium, tout en évoquant les principales figures du monde culturel de son temps, comme Abélard ou encore Bernard de Chartres à travers la fameuse anecdote : « Nous sommes des nains sur des épaules de géants ».

## Éditions
- Patrologie Latine, 199, col.823-946
- Traduction française François Lejeune, Vrin/PUL, 2009